# Andreï Borissenko
Andreï Ivanovitch Borissenko (en russe : Андрей Иванович Борисенко) est un cosmonaute russe, né le 17 avril 1964 à Léningrad, aujourd'hui Saint-Pétersbourg. Il est vétéran de deux missions de longue durée vers la Station spatiale internationale.

## Biographie

### Éducation
Il étudie à l'école de physique et de mathématiques de Léningrad jusqu'en 1981. En 1987, il est diplômé de l'Institut de mécanique militaire de Léningrad (IMVG); en 1987-1989, il travaille comme ingénieur dans l'unité militaire 31303. Depuis 1989, il travaille chez NPO. En 1992, il échoue à être sélectionné cosmonaute. Sélectionné en 2003 dans le groupe d'ingénieurs RKKE-15, il est certifié cosmonaute deux ans plus tard.

### Carrière de cosmonaute
Borissenko est désigné comme commandant mission Soyouz TMA-21 qui a été lancée le 4 avril 2011 en direction de la station spatiale internationale. Il participe aux missions Expédition 27 et 28 et revient sur Terre le 16 septembre 2011. Il commande cette seconde, alors même que c'est son premier vol.
Il rejoint la Station Spatiale Internationale le 25 septembre 2016 par le Soyouz MS-02, et rentre sur terre le 10 avril 2017. Borissenko participe aux expéditions 49 et 50 du complexe orbital.
Il s'entraîne ensuite comme doublure avec Jessica Meir sur le Soyouz MS-12.

## Galerie

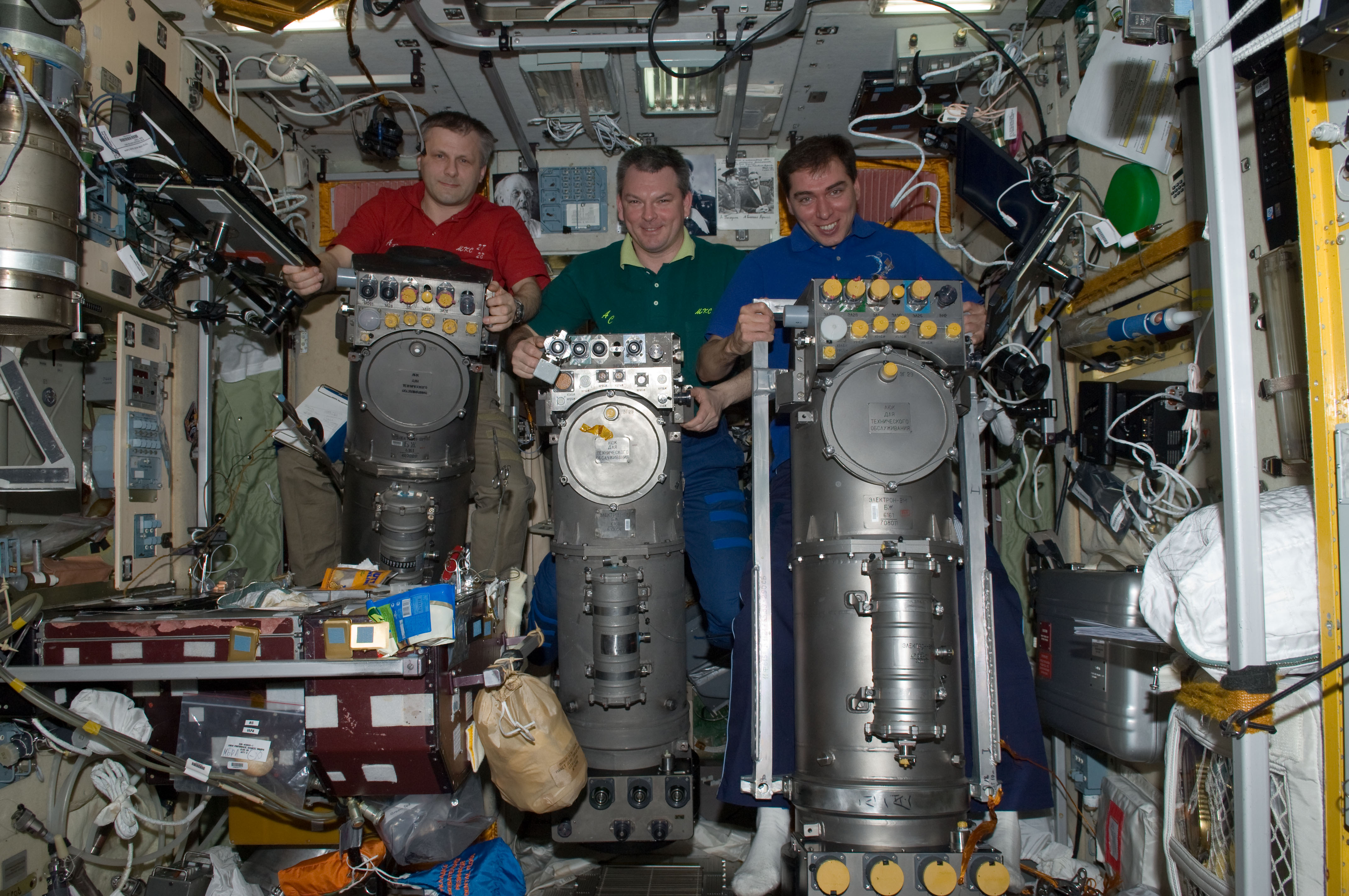
Les cosmonautes russes Andreï Borissenko (à gauche), commandant de l'expédition 28, Alexandre Samokoutïaev (au centre) et Sergeï Volkov, tous deux ingénieurs de vol, sont photographiés avec des systèmes à générateur d’oxygène Elektron russes dans le module de service Zvezda de la station spatiale internationale.
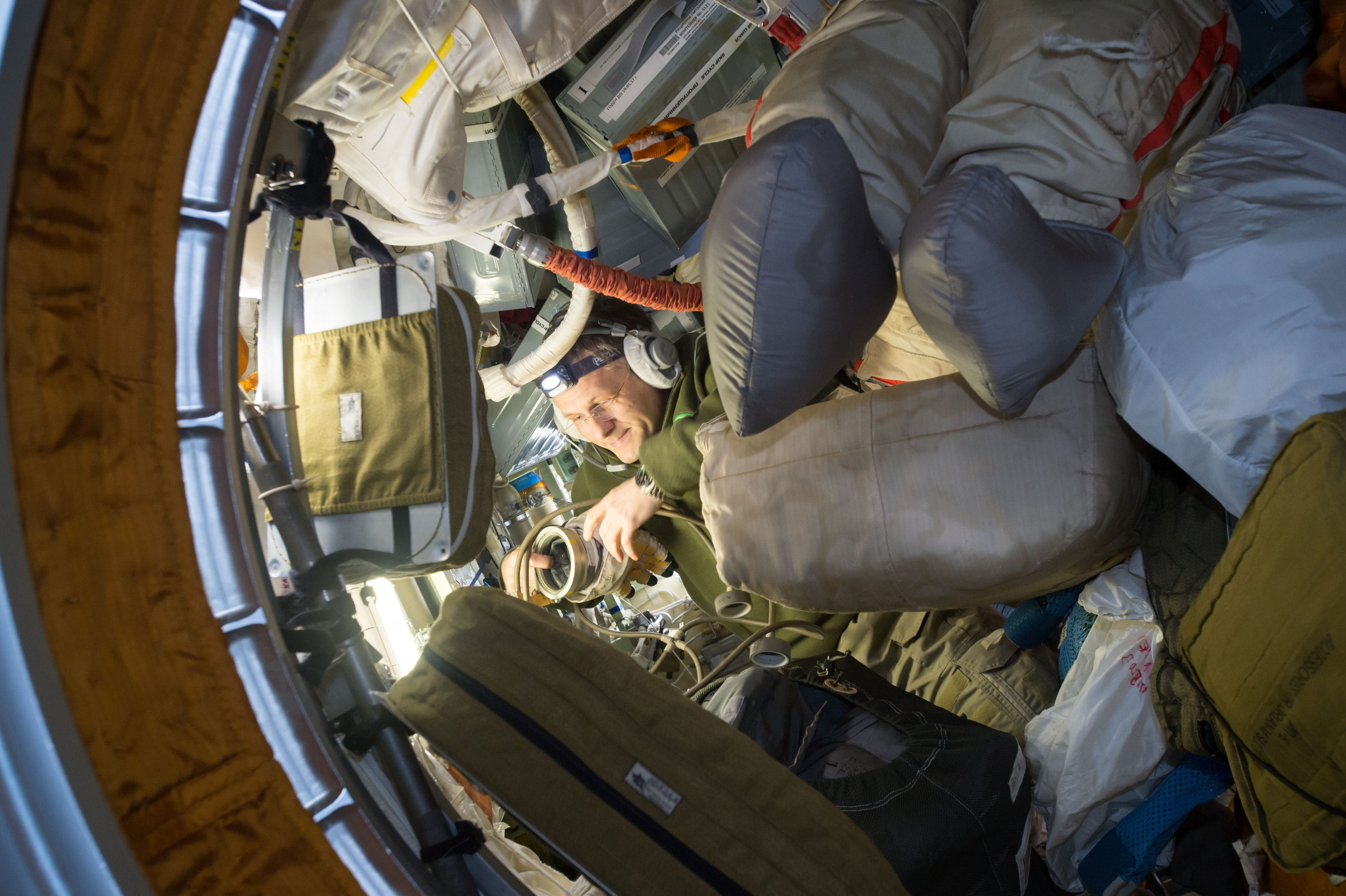
Lors de sa seconde mission, le cosmonaute range ici des équipements dans le segment russe de la station.